# Mike Santos
Mike Santos, (nacido el 17 de julio de 1956 en Los Ángeles, California y fallecido el 9 de octubre de 2008) fue un jugador de baloncesto con doble nacionalidad estadounidense y puertorriqueño. Con 2.03 metros de estatura, jugaba en la posición de ala-pívot. 

## Trayectoria
Mike Santos fue un alero formando en la Universidad de  Utah State. Como profesional jugó seis temporadas en el BSN. Con Puerto Rico jugó los Panamericanos de 1983 en Venezuela.